# Muzeum designu (Londýn)
Muzeum designu (The Design Museum) se nachází v Kensingtonu v Londýně a věnuje se průmyslovému, užitému a grafickému designu, módě a architektuře. Bylo založeno roku 1989 sirem Terencem Conranem jako první muzeum moderního designu.
V červnu 2011 daroval sir Terence Conran 17,5 milionu liber na přesun muzea z původní budovy na jižním břehu Temže do budovy v Kensingtonu, která dříve sloužila jako Institut Commonwealthu a pochází z 60. let 20. století. Nová budova poskytuje muzeu třikrát více výstavních prostor a návštěvníkům se otevřela 24. listopadu 2016. V okolí muzea jsou také další známé galerie, jako Royal College of Art, V&A, Science Museum, Natural History Museum a Serpentine Gallery.
Stálá expozice "Designer Maker User" je volně přístupná, doprovodné výstavy mohou být zpoplatněny.